# Kupa e Shqipërisë 2004-2005
La Coppa d'Albania 2004-2005 è stata la 53ª edizione della competizione. Il torneo è cominciato il 28 agosto 2004 ed è terminato il 11 maggio 2005. La squadra vincitrice si qualifica per il primo turno preliminare della Coppa UEFA 2005-2006. Il KS Tueta ha vinto il trofeo per la terza volta.

## Primo turno preliminare
Le partite di andata si sono giocate il 28 agosto 2004, quelle di ritorno il 1º settembre.
| Squadra 1         | Totale | Squadra 2          | Andata | Ritorno |
| ----------------- | ------ | ------------------ | ------ | ------- |
| Albania           | 0–4(a) | Besa Kavajë        | 0-2(a) | 0-2(a)  |
| KF Cakrani        | 2-4    | Flamurtari Valona  | 1–0    | 1–4     |
| KF Poliçani       | 3-12   | Tomori             | 2-7    | 1-5     |
| Përmeti           | 2-5    | Bylis Ballsh       | 2-1    | 0-4     |
| Skrapari          | 0–4    | Naftetari Kucove   | 0-2    | 0-2(a)  |
| Korabi            | 1–9    | Besëlidhja         | 1-1    | 0-8     |
| Suçi              | 1-8    | Erzeni             | 1-6    | 0-2(a)  |
| KF Këlcyra        | 2-12   | Luftëtari          | 1-5    | 1-7     |
| Bulqiza           | 0-4    | Kastrioti          | 0-2    | 0-2     |
| Fushë Mbreti      | 3-16   | Pogradeci          | 2-7    | 1-9     |
| KF Pojani         | 0-8    | Skënderbeu         | 0-4    | 0-4     |
| Minatori Memaliaj | 1–9    | Apolonia Fier      | 0-3    | 1-6     |
| Tërbuni Pukë      | 6-4    | KS Veleçiku Koplik | 3-4    | 3-0     |
| Gramshi           | 2–4    | KF Çlirimi         | 2-1    | 0-3     |
| Domozdova         | 0-5    | Gramozi            | 0-0    | 0-5     |
| Turbina Cërrik    | 3-2    | Kamza              | 1-1    | 2-1     |
| Maliqi            | 3-4    | Devolli            | 2-1    | 1-3     |
| Burreli           | 2-5    | Ada                | 2-3    | 0-2     |
| Tepelena          | 2-2    | Albpetrol          | 2-1    | 0-1     |
| Minatori Rrëshen  | 4-0(a) | Kukësi             | 2-0(a) | 2-0(a)  |
| Butrinti          | 3-4    | Delvina            | 2-1    | 1-3     |
| Iliria            | 4-5    | Sopoti             | 3-2    | 1-3     |

## Sedicesimi di finale
Le partite di andata si sono giocate il 22 settembre 2004, quelle di ritorno il 29 settembre.
| Squadra 1        | Totale | Squadra 2         | Andata | Ritorno |
| ---------------- | ------ | ----------------- | ------ | ------- |
| Tërbuni Pukë     | 0-11   | Vllaznia          | 0-3    | 0-8     |
| Sopoti           | 2-9    | Tirana            | 2-2    | 0-7     |
| Turbina Cërrik   | 1-2    | Partizani Tirana  | 0-1    | 1-1     |
| Ada              | 3-2    | Dinamo Tirana     | 2-1    | 1-1     |
| Albpetrol        | 1-9    | Teuta             | 0-3    | 1-6     |
| KF Çlirimi       | 2-6    | Lushnja           | 2-3    | 0-3     |
| Devolli          | 3-9    | Shkumbini         | 1-1    | 2-8     |
| Gramozi          | 1-5    | Elbasani          | 1-0    | 0-5     |
| Minatori Rrëshen | 1-3    | Laçi              | 1-1    | 0-2(a)  |
| Apolonia Fier    | 1-0    | KS Egnatia        | 1-0    | 0-0     |
| Pogradeci        | 2-2    | Besa Kavajë       | 0-1    | 2-1     |
| Delvina          | 1-5    | Flamurtari Valona | 1-2    | 0-3     |
| Skënderbeu       | 5-8    | Tomori            | 2-1    | 3-7     |
| Luftëtari        | 2-1    | Bylis Ballsh      | 2-0    | 0-1     |
| Erzeni           | 0-5    | Naftetari Kucove  | 0-4    | 0-1     |
| Kastrioti        | 4-4    | Besëlidhja        | 3-0    | 1-4     |

## Ottavi di finale
Le partite di andata si sono giocate il 20 ottobre 2004, quelle di ritorno il 27 ottobre.
| Squadra 1        | Totale | Squadra 2         | Andata | Ritorno |
| ---------------- | ------ | ----------------- | ------ | ------- |
| Apolonia Fier    | 2-7    | Vllaznia          | 1-3    | 1-4     |
| Tomori           | 4-9    | Shkumbini         | 1-3    | 3-6     |
| Pogradeci        | 1-5    | Tirana            | 0-0    | 1-5     |
| Ada              | 2-5    | Flamurtari Valona | 1-3    | 1-2     |
| Naftetari Kucove | 2-5    | Teuta             | 1-3    | 1-2     |
| Luftëtari        | 2-3    | Lushnja           | 2-2    | 0-1     |
| Laçi             | 1-10   | Elbasani          | 0-6    | 1–4     |
| Kastrioti        | 0-7    | Partizani Tirana  | 0-1    | 0-6     |

## Quarti di finale
Le partite di andata si sono giocate il ?, quelle di ritorno il ?.
| Squadra 1         | Totale | Squadra 2        | Andata | Ritorno |
| ----------------- | ------ | ---------------- | ------ | ------- |
| Flamurtari Valona | 1-3    | Partizani Tirana | 1-2    | 0-1     |
| Elbasani          | 3-4    | Teuta            | 3–3    | 0-1     |
| Shkumbini         | 2-3    | Vllaznia         | 0-1    | 2–2     |
| Lushnja           | 1-3    | Tirana           | 1–0    | 0-3     |

## Semifinali
Le partite di andata si sono giocate il ?, quelle di ritorno il ?.
| Squadra 1 | Totale | Squadra 2        | Andata | Ritorno |
| --------- | ------ | ---------------- | ------ | ------- |
| Teuta     | 2-2    | Partizani Tirana | 1-0    | 1-2     |
| Tirana    | 4-1    | Vllaznia         | 1–0    | 3-1     |

## Finale
| Elbasan 11 maggio 2005, ore 17:00 UTC+1      | Teuta                | 0 – 0 | Tirana | Stadiumi Ruzhdi Bizhuta (5,500 spett.) |
| \| \| \| \| \| \| Tiri di rigore 6 – 5 \| \| |                      |       |        |                                        |
|                                              |                      |       |        |                                        |
|                                              | Tiri di rigore 6 – 5 |       |        |                                        |